# غالب الزعبي
غالب سلامة صالح الزعبي (1943-)، هو محامٍ وسياسي أردني ووزير سابق ولد في مدينة السلط في الأردن، ينحدر من إحدى أكبر العشائر في المنطقة الشمالية، شغل عدة مناصب رفيعة في الأردن، شغل منصب وزير الداخلية منذ (15 يناير 2017 و حتى 11 مايو 2019) في حكومة هاني الملقي. كما كان وزيراً للعدل في حكومة عبد الله النسورالأولى.
حصل على درجة البكالوريوس في القانون من جامعة دمشق عام 1967. كما حصل على درجة الماجستير من مصر عام 1981.

## الوظائف
بعد عمله كمحامٍ، بدأ الزعبي ممارسة السياسة. ثم شغل منصب مدير إدارة مكافحة المخدرات وإدارة الشرطة في عمان. ومساعد مدير إدارة الأمن العام ثم أنتخب عضواً في البرلمان لفترتين نيابيتين من 1997 إلى 2001 ومن 2003 إلى 2007. كان نائباً عن الدائرة الأولى في محافظة البلقاء. وخلال هذه الفترة شغل منضب رئيس اللجنة القانونية في مجلس النواب لمدة ثماني سنوات.
كان أول مناصبه الوزارية وزير الدولة للشؤون البرلمانية في حكومة رئيس الوزراء نادر الذهبي في التعديل الوزاري الذي أجري في 23 شباط (فبراير) 2009.
في أيار (مايو) 2012، عُيّن الزعبي وزيراً للداخلية في حكومة رئيس الوزراء فايز الطراونة خلفاً لمحمد الرعود. واستمر في هذا المنصب حتى 11 تشرين الأول (أكتوبر) 2012، حيث عُيّن وزيراً للعدل في حكومة عبد الله النسور. في 30 آذار (مارس) 2013، استبدل الزعبي بالوزير أحمد زيادات كوزير للعدل.
وفي كانون ثاني (يناير) من عام 2017 عين كوزير للداخلية خلفا لسلامة حماد ضمن تعديل وزاري في حكومة الدكنور هاني الملقي.